# Sbattitore

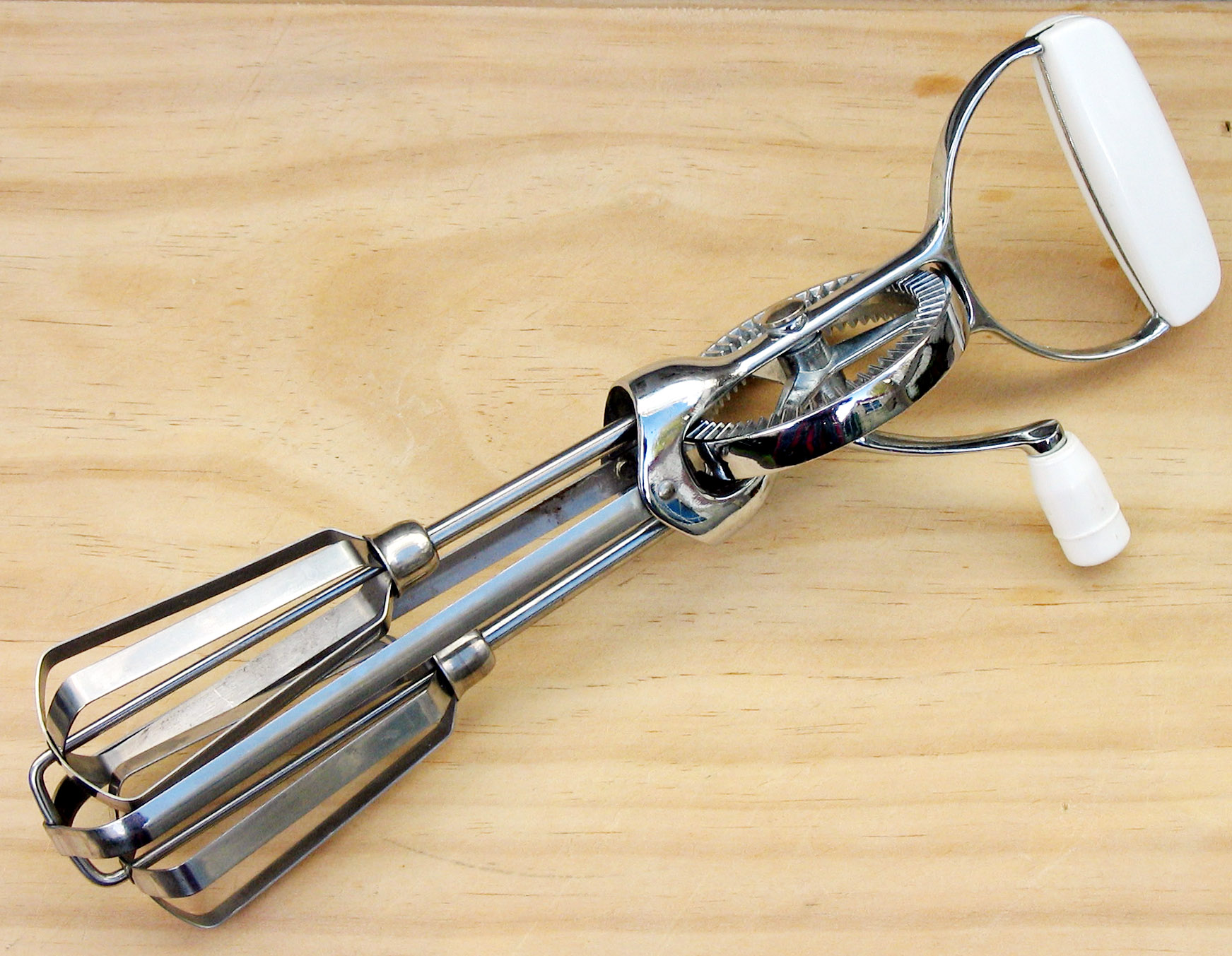
Frullatore manuale

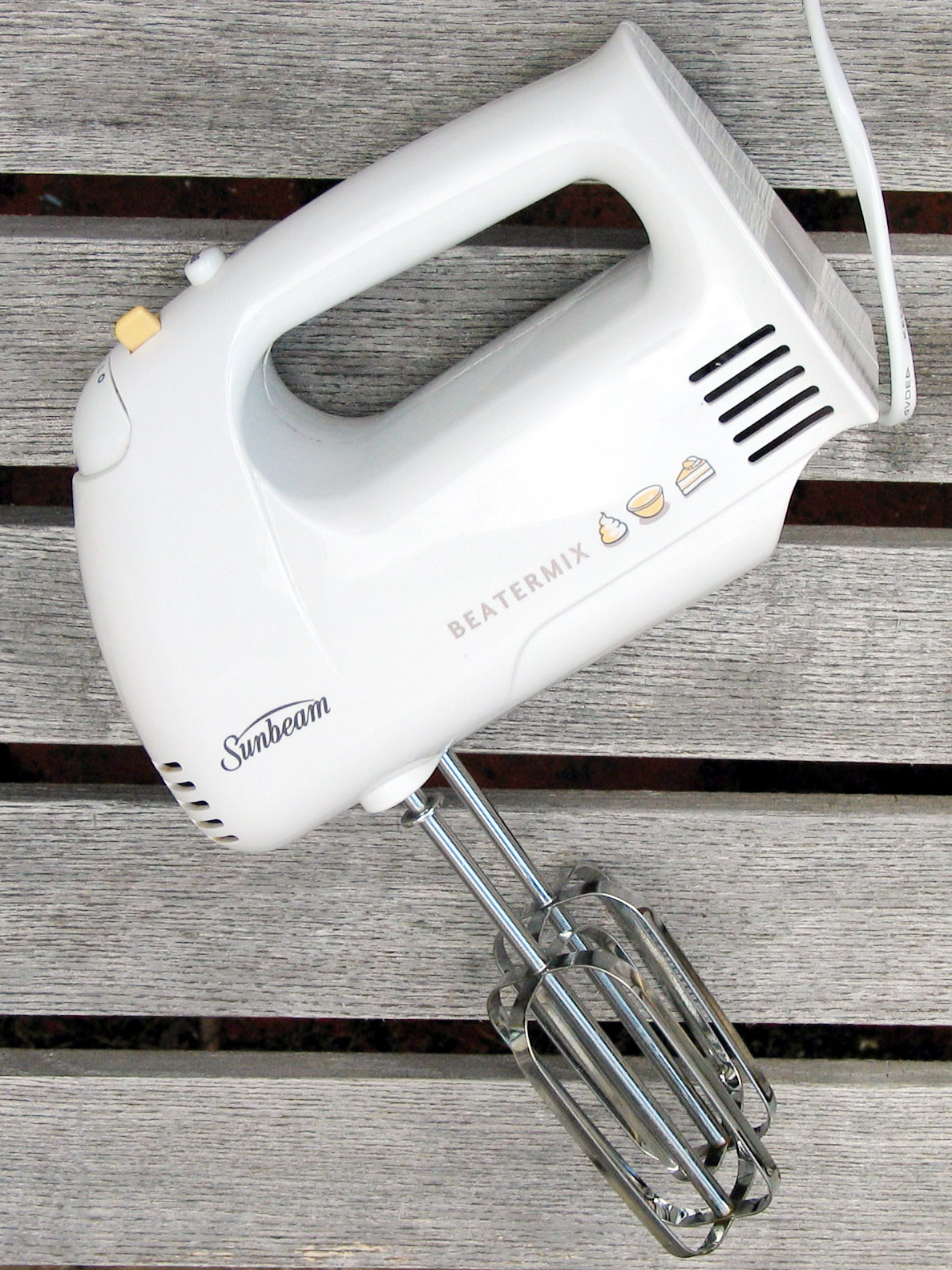
Frullino

Lo sbattitore o frustino o frullino è un utensile da cucina usato per frullare, montare o impastare due o più ingredienti. Il suo compito è quello di insufflare aria nei composti per renderli spumosi e leggeri come il bianco d'uovo montato a neve, la panna montata o la meringa.
I primi modelli di sbattitore erano manuali. Attualmente si usano modelli elettrici, dove il movimento delle fruste è ottenuto con un motore elettrico, hanno fruste estraibili di diversi tipi e la possibilità di regolare la velocità.
La funzione della frullatura è assolta oggi anche dai robot da cucina, che, oltre a frullare, servono anche a tagliare o sminuzzare gli alimenti. Alcuni modelli, inoltre, incorporano una resistenza elettrica che permette anche di cuocere gli ingredienti mentre gli attrezzi del robot li lavorano.